# Saubion
Saubion é uma comuna francesa na região administrativa da Nova Aquitânia, no departamento Landes. Estende-se por uma área de 7,77 km². Em 2010 a comuna tinha 1 646 habitantes (densidade: 211,8 hab./km²).